# حزب الوطن (تركيا)
حزب الوطن' (باللغة التركيّة: Yurt Partisi)، حزب سياسي قومي يميني محافظ تركي، أسسه سعد الدين تنتان حصل الحزب على 0.9% من الأصوات في الانتخابات التركية العامة 2007.

## وصلات خارجية
- موقع الحزب الرسمي